# Calle 36 (Metro de Filadelfia)
Calle 36 es una estación en la Ruta 11, la Ruta 34, la Ruta 36 y la Ruta 13 de la línea verde del Metro de Filadelfia. La estación se encuentra localizada en Thirty-Sixth Street y Sansom Street en Filadelfia, Pensilvania.  La Autoridad de Transporte del Sureste de Pensilvania (por sus siglas en inglés SEPTA) es la encargada por el mantenimiento y administración de la estación.

## Descripción y servicios
La estación Calle 36 cuenta con andenes peatonales y 2 vías.  

## Conexiones
La estación es abastecida por las siguientes conexiones: 
- Rutas de autobuses SEPTA: Ninguna